# 香港稅收
香港稅收可簡分為直接稅及間接稅。香港一直實行簡單稅制，徵收稅種較少及主要為直接稅。
香港的利得稅稅務年度為需評稅公司的財政年度，或一個農曆年；政府的財政年度則為4月1日到翌年3月31日。

## 直接稅
以下稅項根據香港法例112章稅務條例徵收。
- 薪俸稅
薪俸稅是納稅人為在香港工作所賺取的入息所繳交的稅款。政府會對薪俸稅納稅人提供各種免稅額，扣除免稅額後會按一個累進的徵稅率徵稅。惟所徵收的薪俸稅款，不會超過按標準稅率（即未扣除免稅額的應課稅入息的某一個固定百分比）所徵收的稅款。

- 利得稅
利得稅是納稅人為在香港經營業務取得的利潤所繳交的稅款。由2018/19課稅年度起，香港的利得稅改為兩級制，應評稅利潤首$2,000,000的稅率減半[2]。
- 物業稅
物業稅是納稅人為在香港持有物業並出租賺取利潤所繳交的稅款。只持有物業不須繳交物業稅，但仍須繳交差餉、地稅或地租。

### 個人入息課稅
個人入息課稅是指為需要繳交利得稅及／或物業稅的個人所提供的一項稅務寬減。稅務局會對選擇個人入息課稅的人士的所有收入（即薪俸稅、利得稅及／或物業稅所列明的各種應課稅收入）合併，並以薪俸稅稅率課稅，並享有薪俸稅列明的免稅額。因利得稅及物業稅不可享有薪俸稅免稅額，並以一個固定稅率課稅，薪俸稅則有一個累進稅階（最初的稅階稅率非常低），並享有各種薪俸稅免稅額，選擇個人入息課稅可以令所有入息一併當作薪俸稅處理，因而減低稅項。如選擇個人入息課稅反而導致應繳稅款增加的話，稅務局不會以個人入息課稅計算稅款，改為分開徵收薪俸稅、利得稅及／或物業稅。

## 間接稅
- 差餉、地租及地稅
差餉是香港的一種地稅，是香港政府為香港境內地產物業徵收的稅項。除差餉外，按土地契約的不同，土地使用者另須繳交地稅或按《中英聯合聲明》的規定向政府繳納地租。此等稅種由差餉物業估價署（差餉及地租）和地政總署（地稅）徵收。
- 印花稅
印花稅是香港政府向所有涉及任何不動產轉讓、不動產租約及股票轉讓所徵收的稅款。
- 博彩稅
博彩稅是香港向賽馬投注、合法足球博彩投注及六合彩投注所徵收的稅項。
- 商品稅
香港一般不徵收商品稅，但烈酒（酒精濃度超過30%）、煙草、碳氫油及甲醇例外。入口或於香港制造此等商品均須繳稅。此等稅種由香港海關徵收。歐盟五期柴油及多種酒精飲料（包括葡萄酒及其他酒精濃度不超過30%的酒類）則豁免徵稅。[3]
- 酒店房租稅
酒店房租稅是對酒店及賓館就酒店房租所徵收的稅項。自2025年1月1日起恢復徵收，稅率為3%。
- 商業登記費
商業登記費是任何人士在香港進行商業業務，而需每年向稅務局繳交的商業營運牌照費用。
- 飛機乘客離境稅
飛機乘客離境稅是旅客使用香港國際機場或以直升機從港澳碼頭離境時需繳交的稅項。目前稅額為每人港幣$120，2025年10月1日起加至$200。此稅項已包括在機票價格內。以海路從港澳碼頭或中港碼頭離境的旅客亦有類似收費，但不歸類於稅項中。
- 車輛首次登記稅
因政府鼓勵市民使用公共交通工具，減低汽車增長，汽車首次登記時須向政府繳交車輛首次登記稅。此稅項由香港海關評定，並由運輸署徵收。
- 專利稅及特權稅
是香港政府對經營公共設施的外判營運者及礦業所徵收的稅項。[4]

## 曾建議開徵稅項

### 陸路離境稅
1999年，香港政府曾經於《財政預算案》提出開徵海陸離境稅以增加政府收入，惟遭到政黨反對，最後計劃不了了之。

### 商品及服務稅
2006年，香港政府推出稅制改革文件，其中一項重要改動為開徵商品及服務稅。根據諮詢文件，稅率將會為5%，庫房收入因而增加300億港元，但政府亦會推出各項減稅措施。香港政府謂此稅項可擴濶稅基，避免少數人繳交大部分稅項；但市民普遍反對開徵此稅項，謂此稅項劫貧濟富，加重升斗市民的負擔，對一向不用繳交薪俸稅（因入息完全被免稅額抵消）的低收入人士更為不利。因市民強烈反對，故政府擱置考慮此稅項。
2006年12月初，基於各界及各政黨反對聲音一面倒，政府正式擱置此稅項的考慮。評級機構稱「失望」但無實質行動。

## 已廢除稅項

### 娛樂稅
娛樂稅為一種間接稅，主要收入來源來自電影院，稅款為戲票費用的10%。 
1956年4月1日接替庫務司署徵收娛樂税、博彩税及舞廳税。
1973年4月1日暫停對電影院門票徵收娛樂税。
1975年4月1日重新對電影院門票徵收娛樂税。
1992年4月1日取消徵收電影院門票的娛樂税。

### 遺產稅
遺產稅為一種直接稅，遺產超過65萬港元的身故人士均須繳交。香港政府於2006年2月11日起廢除遺產稅。

### 部份商品之商品稅
針對化妝品及藥物的商品稅約於1990年代初廢除。

## 外部連結
- 香港特別行政區政府 稅務局 （页面存档备份，存于）
- 香港特別行政區政府 香港海關 （页面存档备份，存于）
- 香港特別行政區政府 差餉物業估價署 （页面存档备份，存于）
- 香港便覽 - 公共財政 （页面存档备份，存于）
- 政府統計處統計表: 政府一般收入帳目的收入和開支 （页面存档备份，存于）